# 弗雷澤·斯托達特
詹姆斯·弗雷澤·斯托達特爵士，FRS，FRSE，FRSC（英語：Fellow of the Royal Society of Chemistry，1942年5月24日—2024年12月30日），蘇格蘭化學家，2016年憑藉分子機器的設計與合成，與讓-皮埃爾·索瓦日和伯納德·費林加一同獲得諾貝爾化學獎。
斯托達特從事超分子化學研究，並研製出分子博羅米恩環、索烴和輪烷等屬於機械互鎖分子構築的高效合成，得以充分運用分子识别和分子自組裝過程。他的研究顯示這些拓樸學技術能夠應用於分子開關和分子马达。他的研究團隊還將這些結構應用於納電子學裝置的組建和納機電系統（NEMS）之中。
斯托達特畢業於愛丁堡大學，曾於加拿大的皇后大學、英國的雪菲爾大學、伯明翰大學、美國的加州大學洛杉磯分校和澳洲的新南威爾斯大學從事教研工作，自2008年起他在美國的西北大學化學系任職，同時自2018年起他也在新南威爾斯大學擔任客座教授。憑藉其化學研究，他曾多次獲得國際獎項，當中除了諾貝爾獎外，還包括於2007年獲費薩爾國王國際科學獎等。